# آلن بمبارد
آلن بمبارد (۱۹۲۴ - ۲۰۰۵)زیست شناس، پزشک و سیاستمدار که معروفیت او بخاطر عبور از اقیانوس اطلس با یک قایق بادبانی کوچک بود.
آلن بمبارد در ۱۹۲۴ در پاریس به دنیا آمد. او در سال ۱۹۵۲ این نظریه را مطرح کرد که انسان می‌تواند بدون تصمیم و امکانات قبلی در اقیانوس سفر نماید و زنده بماند. او هدف خود از این قایقرانی را نجات جان هزاران نفر از مردم در دریا عنوان نمود که هر سال بعلت طوفان و کشتی شکستگی جان خود را در دریا از دست می‌دهند.
در ۱۹ اکتبر۱۹۵۲ بمبارد سفر انفرادی خود را شروع نمود و سراسر اقیانوس اطلس را تا باربادوس در دریای کارائیب طی نمود. وی از موناکو، مینورکا، طنجه ،کازابلانکا، لاس پالماس عبور نمود و پس از دوماه و طی ۴۴۰۰ کیلومتر در حالی که ۲۵ کیلوگرم از وزن خود را از دست داده بود به باربادوس رسید و بلافاصله در بیمارستان بستری گردید. او خاطرات و تجربیات خود در این سفر مشقت‌آمیز را در کتابی با عنوان داوطلب مردود در سال ۱۹۵۲ منتشر نمود.
بمبارد در طول سفر و سرگردانی در اقیانوس، از آب دریا و ماهی و پلانکتونهای سطح دریا استفاده می‌نمود.
بمبارد در سال ۲۰۰۵ در سن ۸۰ سالگی در تولون فرانسه فوت نمود.